# Lepus corsicanus
La liebre corsa (Lepus corsicanus) es una especie de mamífero lagomorfo de la familia Leporidae originaria de Italia y de la isla de Córcega (Francia). Vive en hábitats de tipo mediterráneo, en altitudes de hasta 1.500 metros. Ha sido perjudicada por la introducción en sus hábitats de la liebre común (Lepus europaeus), no solo por la competencia que representa sino porque la especie introducida es portadora de enfermedades que están matando ejemplares de L. corsicanus.